# Sofía Mayorga
Sofía Mayorga Enríquez, más conocida como Sofi Mayen (Zacatecas, 13 de agosto de 1988), es una cantante, autora, compositora y poetisa mexicana.
Es hija de un ingeniero minero y una cantante soprano. Comenzó a tocar la guitarra a los ocho años de manera autodidacta y compuso su primera canción llamada Amores.

## Biografía
A la edad de 17 años y apoyada por el Instituto Zacatecano de Cultura grabó su primer demo para presentarlo en la Ciudad de México.
Durante casi cuatro años trabajó en su primer disco solista, que fue grabado en el estudio Sweet Sound de San Ángel, en el DF, bajo la producción de Lalo Murguía y Mauricio Arriaga, así como en el estudio de Guillermo Méndez Guiú ubicado en Tepoztlán, Morelos. El álbum, que fue lanzado en 2012 y lleva el nombre de Sofi Mayen, contiene once sencillos de su autoría. El primer tema que se desprende de este material es Te odio.
A principios de abril del 2012 realizó la gira del bajío visitando gran parte de México, promoviendo su música con el primer sencillo al aire llamado Te odio, fue el primer sencillo de la producción, debutó en el top 5 de ventas de la tienda digital de Mixup y es uno de los temas de la telenovela Amor bravío que se transmite por el Canal de las Estrellas.
Sofi sigue trabajando para consolidar su carrera y durante el 2012 tuvo algunas presentaciones en foros como El Imperial en la Ciudad de México y compartió escenario con grandes agrupaciones como Moderatto presentándose en México suena, acafest y el auditorio Blackberry con gran éxito, a la vez realizó presentaciones al lado de Aleks Syntek interpretando "Creer" tema que es autoría de estos dos grandes artistas.
El 26 de marzo de 2013 abrió el concierto del cantante británico Jake Bugg durante su concierto en el José Cuervo Salón.

## Carrera discográfica
A punto de lanzar su primer álbum y con el apoyo de grandes músicos, Sofi Mayen presentó su primer sencillo, Te odio. Con tan sólo 23 años, ha trabajado durante casi cuatro años en el disco homónimo que contiene once tracks de su autoría. Con estas canciones, Sofi Mayen cautivó a músicos, productores y compositores consagrados como Jay de la Cueva, Aleks Syntek, Erik Rubín y Natalia Lafourcade, Maru Moreno, Ángela Dávalos, Pambo, Étore Grenchi, María Bernal, Reik, Leonel García, Playa Limbo, y Kill Aniston, quienes han apoyado a esta novel cantautora.
Además de comenzar la promoción de su primer sencillo “Te Odio”, Sofi Mayen fue parte de la campaña de Hewlett-Packard para promocionar la computadora HP Pavilion DM1 con Beats Audio que se llevó a cabo en Centroamérica. Participó con el tema Dependo tanto de ti que también se incluyó en el álbum homónimo. Gracias a este comercial Sofi ha recibido gran retroalimentación de los fanes originarios de varios países de Centroamérica. Este material fue grabado en el DF en el estudio Sweet Sound ubicado en San Ángel, así como en el estudio de Guillermo Méndez Guiú que está localizado en Tepoztlán, Morelos.
Realizó una gira universitaria junto a Miró y Mike Zanetti, presentando su música en las universidades del Distrito Federal y en ciudades cercanas. Se ha presentado en foros como El Imperial y en octubre del 2011 fue la telonera de dos conciertos de Leonel García.

## Discografía
Como solista
- 2012: Sofi Mayen
- 2014: Memoria
- 2025: Ahora que no estas

Con Gran Sur
- 2017: Ay dolor
- 2020: El otro lado